# Ocotepec (Morelos)
Ocotepec es una localidad del municipio de Cuernavaca en el estado de Morelos.

## Toponimia
La palabra Ocotepec viene del náhuatl "okotepec";  en donde "okotl" significa "ocote", "tepetl" significa "cerro" y el sufijo -co "lugar". De modo que el nombre de esta población indígena significa “En el cerro de los ocotes”.

## Historia
Originalmente fue habitado por distintos grupos (como se indica en la sección de «barrios»). Después de ser poblado por los grupos originales, quedó bajo el gobierno de los mexicas en el siglo XV, a quienes se les pagó tributo hasta que todo el sistema prehispánico se colapsó bajo la conquista española en el siglo XVI.
El Ocotepec prehispánico fue una población aparte de la de Cuauhnáhuac (Cuernavaca) quedando incluida también en las propiedades del Marqués del Valle, Hernán Cortés.
En 1536 se inició la construcción del Convento del Divino Salvador, mismo que se concluyó hacia 1592. Al día de hoy se conserva la iglesia, si bien el convento mismo fue destruido.
Actualmente, Ocotepec se considera una de las 48 localidades en que se divide el Municipio de Cuernavaca, en el estado de Morelos.
Antes de la llegada de los españoles, Ocotepec era un cruce de caminos que conectaban a Cuauhnáhuac, Malinalco, Tenochtitlán, Tepoztlán  y Cholula.
Antes de 1345, los Tlahuicas ya se habían establecido en el valle  de Cuauhnáhuac, pero no fue sino hasta  mediados del siglo XV y cuando los mexicas  dominaron a las demás comunidades mesoamericanas incluidas Cuauhnáhuac y obviamente Ocotepec.
Durante la Colonia Ocotepec también pertenecía al Marqués  Hernán Cortés.
En 1847, el poblado de Ocotepec  participó activamente en la contienda de la invasión norteamericana y de manera más patriótica, eficaz y brava.
Al crearse el estado de Morelos en 1869, Ocotepec se integró al municipio de Cuernavaca.

## Cronología de Hechos Históricos
1345 los Tlahuicas ya se habían establecido en el valle  de Cuauhnáhuac pero no fue sino hasta  mediados del siglo XV l cuando los mexicas  dominaron a las demás comunidades mesoamericanas incluidas Cuauhnáhuac y obviamente Ocotepec.
1536 se inició la construcción del Convento del Divino Salvador, mismo que se concluyó hacia 1592. Al día de hoy se conserva la iglesia, si bien el convento mismo fue destruido.
1847 ocotepec fue ocupada por las fuerzas invasoras de Estados Unidos y aprovecharon los amplios espacios de las casas para establecerse en ellas.
1862  El primer festejo patronal de ocotepec.
1869 Al crearse el estado de Morelos Ocotepec se integró al municipio de Cuernavaca.
1913-1915,un grupo de pobladores fue fusilado por soldados federales en el barrio de Xalxogotepazola (Santa Cruz). 
1970 desde 1970 que se pobló con habitantes de los otros 3 barrios. el Santa Cruz (Xalxokotepeazola)
2014 Ocotepec, recibió el título de inscripción de las Festividades Indígenas Dedicadas a los Muertos, en la Lista Representativa del Patrimonio Cultural Inmaterial de la Humanidad por la UNESCO.
2017 el 19 de septiembre el sismo de 7.1 grados causó Severamente daños a la parroquia del Divino Salvador, de Ocotepec.

## Barrios
Ocotepec está dividido en 4 barrios, cada barrio tiene su fiesta patronal anual. A continuación se indican sus nombres actuales y sus nombres originales en náhuatl.
- Candelaria (Tlaneui) fundado por tlahuicas.
- Dolores (Culhuakan) fundado por grupos acolhuas.
- Ramos (Tlakopan) fundado por tecpanecas.
- Santa Cruz (Xalxokotepeazola) desde 1970 que se pobló con habitantes de los otros 3 barrios.

## Fiestas
6 de agosto: Al centro de la población, se encuentra la Parroquia dedicada al santo patrono del pueblo:El Divino Salvador, cuya fiesta patronal es la más grande e importante del poblado. Se festeja el 6 de agosto y se coloca una portada floral en la entrada del templo además de haber algunas cuantas misas, castillos, danzas, chinelos y un por demás de cosas para festejar.
El primer festejo patronal de ocotepec fue en 1862.
31 octubre 1 y 2 de noviembre: 
Celebración del Día de Muertos en la que el día 31 las casas en cuyas familias hubo un difunto este día se le esperan a los niños 
En su ofrenda dulces, juguete etc.. abren sus puertas para exhibir la majestuosa ofrenda que se le ha colocado al ya occiso. Como es bien sabido se llevan flores y ceras a los hogares de los fallecidos y como muestra de hospitalidad se les da una taza de café, pan etc.
Celebración del Día de Muertos en la que el día 1 las casas en cuyas familias hubo un difunto, abren sus puertas para exhibir la majestuosa ofrenda que se le ha colocado al ya occiso. Como es bien sabido se llevan flores y ceras a los hogares de los fallecidos y como muestra de hospitalidad se les da una taza de café, pan etc.
El día 2 celebración colorida en el panteón con misa y mariachis. En 2007 se ha editado un libro por Martín Borboa titulado "Ocotepec Día de Muertos" que detalla las particularidades de la celebración de Ocotepec para los muertos, incluyendo fotografías, datos históricos y un mapa del centro de la población.
Relatos Ocotepeños:Los Santos Difuntos en el Mundo de los sueños. Muy pocas personas están enteradas de que en Ocotepec existe la creencia que después de la noche del uno de noviembre, cuando los "Santos difuntos" llegan del "más allá", permanecen en el pueblo durante otros ocho días.pollo
Por la mañana y por la tarde de la semana, los espíritus recorren los parajes que anduvieron "en vida", asimismo, durante las noches, entran al mundo onírico de los vivos y se enteran de sus alegrías, de sus tristezas, de sus éxitos, de sus frustraciones y de sus males. Y algo más, uno de esos espíritus llamado "el secretario", después de incursionar en los sueños de los habitantes de Ocotepec, escribe en las amarillas páginas de un voluminoso libro de gruesas y desgastadas pastas, los nombres de quienes fallecerán en el transcurso del siguiente año.

## Educación
Escuelas de Ocotepec son:
- Centro de Educación Preescolar Indígena YANKUIK TLANESI
- Secundaria: Pablo Torres Burgos
- Primaria: José María Morelos y Pavón

- Liceo Franco Mexicano[3]

## Sitios de interés

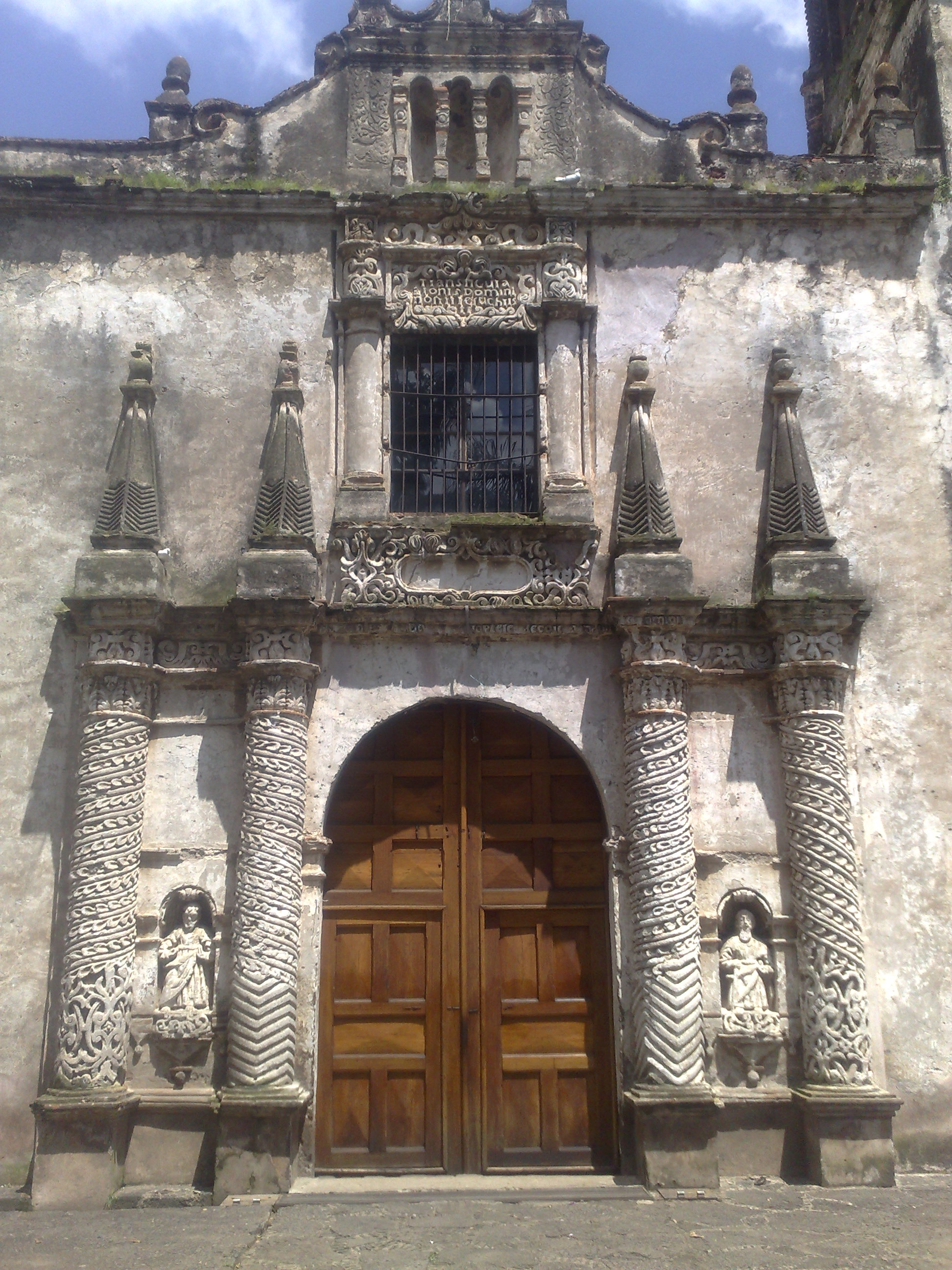
Iglesia del Divino Salvador, a la vera de la carretera Cuernavaca-Tepoztlán.

Un eje importante pasa por Ocotepec, la carretera federal, Cuernavaca-Tepoztlán que en esa parte se llama Avenida Miguel Hidalgo.
En esta población se encuentra la Universidad Náhuatl de Ocotepec (UNO), institución independiente que fundó Mariano Leyva Domínguez, estudioso de las culturas indígenas.
En la originalidad de los edificios de la Universidad destacan cuatro construcciones piramidales que evocan el estilo arquitectónico prehispánico. Uno de los edificios está dedicado a Tezcatlipoca, otro a Huitzilopochtli, uno más a Quetzalcóatl y otro a Xipe Totec.
A la salida de Cuernavaca, lo primero que se observa es el cementerio de Ocotepec el cual es un buen ejemplo de arquitectura funeraria mexicana: sus innumerables casitas, iglesias y catedrales, decoradas en colores llamativos, confirman su creencia en la continuidad de la vida después de la muerte.

## Libros
- Mentz de Boege, Brígida. Ocotepec, su memoria y sus costumbres relatado por don Pedro Rosales Aguilar. México:Edición de autor, 1995.
- Borboa, Martín. Ocotepec, día de muertos. México: Edición de autor, 2007.
- Pérez Uruñeula, Jesús. Ocotepec, un cerro de mexicaneidad. México: Edición de autor-Ayuntamiento de Cuernavaca.
- Díaz, Domingo. Tradiciones y memorias de Ocotepec contadas por Don Domingo Díaz México:Edición de autor.
- Alberto Cherem, El asesinato de Karl Ayala